# Tercer Convenio de Ginebra

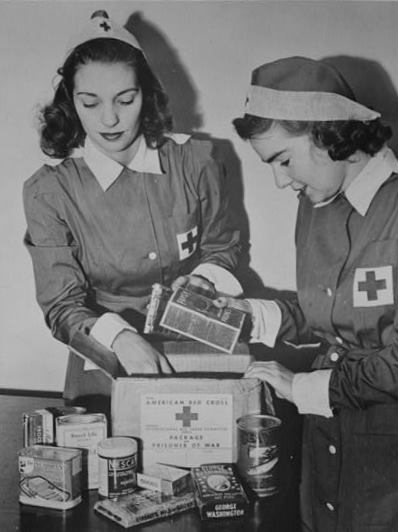
Trabajadoras de la Cruz Roja en la preparación de paquetes de alimentos para los prisioneros de guerra

El Tercer Convenio de Ginebra, relativo al tratamiento de los prisioneros de guerra, es uno de los cuatro tratados de los Convenios de Ginebra. Fue adoptado por primera vez en el año 1929, pero fue actualizado significativamente en el año 1949. En él se definen las protecciones humanitarias para los prisioneros de guerra.

## Parte I: Disposiciones Generales
En esta parte se establecen los parámetros generales para CG III:
- Artículos 1 y 2. Cubrir que las partes están obligadas por el GC III
- Artículo 2. Especifica que las partes están obligadas por el GC III
  - Que cualquier conflicto armado entre dos o más de las "Altas Partes Contratantes" está cubierto por el GC III;
  - Eso se aplica a la ocupación de una "Alta Parte Contratante";
  - Además de las disposiciones que se aplicarán en tiempo de paz, el presente Convenio se aplicará a todos los casos de guerra declarada o de cualquier otro conflicto armado que surja entre dos o más de las Altas Partes Contratantes, incluso si el estado de guerra no es reconocido por uno de ellos.

El Convenio se aplicará igualmente a todos los casos de ocupación total o parcial del territorio de una Alta Parte Contratante, aunque tal ocupación no encuentre resistencia militar.
Aunque una de las Potencias en conflicto no puede ser una de las partes en el presente Convenio, las Potencias que son Partes en el mismo quedarán obligadas por él en sus relaciones mutuas. Estarán, además, obligados por la Convención en relación con el poder, si esta acepta y aplica sus disposiciones.
- Artículo 3. Ha sido llamado un "Convenio en miniatura". Es el único artículo de los Convenios de Ginebra que se aplica en los conflictos armados no internacionales.[1] En él se describen las protecciones mínimas que deben ser respetado por todos los individuos dentro del territorio de un firmante durante un conflicto armado que no sea de carácter internacional (independientemente de su nacionalidad o falta de ella): no combatientes, combatientes que han depuesto las armas y los combatientes que están fuera de combate (fuera de la lucha), debido a las heridas, detención o por cualquier otra causa pulgadas en toda circunstancia, serán tratadas con humanidad, incluida la prohibición de los atentados contra la dignidad personal, especialmente los tratos humillantes y el trato degradante. La aprobación de sentencias también debe ser pronunciadas por un tribunal regularmente constituido, con todas las garantías judiciales reconocidas como indispensables por los pueblos civilizados. El artículo 3 también afirma que las partes en el conflicto interno deben esforzarse por poner en vigor, mediante acuerdos especiales, todas o una parte de las demás disposiciones de GC III.
- Artículo 4. Define prisioneros de guerra para incluir:
  - 4.1.1 Miembros de las fuerzas armadas de una Parte en conflicto y los miembros de las milicias de estas fuerzas armadas;
  - 4.1.2 Miembros de otras milicias, y miembros de Voluntario del Cuerpo, incluidos los de movimientos de resistencia organizada, siempre que cumplan todas las condiciones siguientes:
    - Estar dirigidos por una persona que responda de sus subordinados;
    - Tener un signo distintivo fijo y reconocible a distancia (hay excepciones a esta entre los países observadores en el Protocolo I del año 1977);
    - Llevar armas a la vista;
    - Llevar a cabo sus operaciones de conformidad con las Leyes y costumbres de la guerra.

  - 4.1.3 Miembros de las fuerzas armadas regulares que sigan las instrucciones de un gobierno o de una autoridad no reconocidos por la Potencia detenedora.
  - 4.1.4 Los civiles que no tienen funciones de apoyo de combate con el ejército y que lleve consigo una tarjeta de identidad válido emitido por los militares a los que apoyan.
  - 4.1.5 Marina mercante y las tripulaciones de las aeronaves civiles de las Partes en el conflicto, que no se benefician de un trato más favorable en virtud de otras disposiciones del derecho internacional.
  - 4.1.6 Habitantes de una territorio no ocupado, que en el enfoque del enemigo, tome espontáneamente las armas para combatir a las fuerzas invasoras, sin haber tenido tiempo para constituirse en fuerzas armadas regulares, si lleva las armas a la vista y respetan las leyes y costumbres de la guerra.
  - 4.3 Hace explícito que el artículo 33 tiene prioridad para el tratamiento del personal médico y capellanes del enemigo.
- Artículo 5. Especifica que los prisioneros de guerra (como se define en el artículo 4) están protegidos desde el momento de su captura hasta su repatriación definitiva. También especifica que cuando hay alguna duda sobre si un combatiente pertenece a las categorías del artículo 4, debe ser tratada como tal hasta que su estado haya sido determinado por un tribunal competente.

## Parte II: Protección General de los Prisioneros de Guerra
Esta parte de la convención abarca el estado de los prisioneros de guerra.

El artículo 12 establece que los prisioneros de guerra son responsabilidad del Estado, no de las personas que los hayan capturado, y que no pueden ser transferidos a un estado que no es Parte de la Convención.
Los Artículos 13 al 16 afirman que los prisioneros de guerra deben ser tratados humanamente sin ningún tipo de discriminación negativa y que sus necesidades médicas se deben cumplir.

## Parte III: Cautiverio
Esta parte se divide en varias secciones:
Sección 1. Cubre el comienzo del cautiverio (Artículo 17–20). Dicta qué tipo de información debe dar un prisionero debe y los métodos de interrogatorio que la Potencia detenedora podrá utilizar "sin tortura física o mental, ni ninguna otra forma de coerción". Dicta que un prisionero de guerra podrá mantener su propiedad privada y que éste debe ser evacuado de la zona de combate lo más pronto posible.
Sección 2. Cubre el internamiento de los prisioneros de guerra y se divide en 8 capítulos que se refieren a:
1. Observaciones generales (Artículos 21–24)
2. Cuarto, comida y ropa (Artículos 25–28)
3. Higiene y atención médica (Artículos 29–32)
4. El trato del personal enemigo sanitario y religioso retenidos para asistir a los prisioneros de guerra (Artículo 33)
5. Las Actividades religiosas, intelectuales y físicas (Artículos 34–38)
6. Disciplina (Artículos 39–42)
7. Rangos militares (Artículos 43–45)
8. Traslado de prisioneros de guerra después de su llegada a un campamento (Artículos 46–48)

Sección 3 (Artículos 49–57). Cubre el tipo de trabajo que un prisionero de guerra podrá ser obligado a hacer, teniendo en cuenta factores tales como el rango, la edad y el sexo, y considerando que debido a que sean insalubres o peligrosos sólo pueden ser realizados por los prisioneros de guerra que se ofrezcan para tales trabajos. Se entra en detalles acerca de cosas tales como el alojamiento, las instalaciones médicas, y que incluso si el prisionero de guerra trabaja para una persona privada sin autoridad militar sigue siendo responsable de él. Las tasas de remuneración por el trabajo realizado están cubiertos por el Artículo 62, en la siguiente Sección:
Section 4 (Artículos 58–68). Cubre los recursos financieros de los prisioneros de guerra.
Section 5 (Artículos 69–74). Abarca las relaciones de los prisioneros de guerra con el exterior. Esto incluye la frecuencia en la que un prisionero de guerra puede enviar y recibir correo, incluidos los paquetes. La potencia detenedora tiene el derecho de censurar todo el correo, pero deben hacerlo lo antes posible.
Sección 6. Cubre las relaciones entre los prisioneros de guerra y de las autoridades detenedoras: se divide en tres Capítulos.
1. Las quejas de los prisioneros de guerra respetando las condiciones de cautiverio (Artículo 78)
2. Representantes de los prisioneros de guerra (Articles 79–81). Donde no hay oficial de alto rango disponible en un campamento de la sección se estipula que "los prisioneros elegirán libremente y por votación secreta, [un representante] cada seis meses". El representante, el oficial superior o una persona elegida, actúa como un conducto entre las autoridades de la Potencia detenedora y los presos.
3. La subsección sobre "sanciones penales y disciplinarias" se subdivide en tres partes:
  1. Disposiciones generales (Artículos 82–88)
  2. Sanciones disciplinarias (Artículos 89–98)
  3. Procedimientos judiciales (Artículos 99–108)

## Parte IV: Término del cautiverio
Esta Parte se divide en varias Secciones:
Section 1 (Artículos 109–117) Cubre la repatriación directa y la hospitalización en un país neutral.
Section 2 (Artículos 118–119) Cubre la liberación y repatriación de los prisioneros de guerra al término de las hostilidades.
Section 3 (Artículos 120–121) Cubre la muerte de un prisionero de guerra.

## Parte V: Oficina de Información y de las Sociedades de Socorro para los Prisioneros de guerra
La Oficina de Información es una organización que debe ser establecida por la Potencia detenedora para facilitar el intercambio de información entre las partes en conflicto y las Potencias neutrales como es requerido por las diversas disposiciones de la Tercera Convención de Ginebra. Corresponderá libremente con una "Agencia Central de Información de Prisioneros de Guerra ... Creada en un país neutral" para actuar como un conducto con el Poder a la que los prisioneros de guerra deben su lealtad. Las disposiciones de esta parte se encuentran en los Artículos 122 al 125.
La Agencia Central de Información de Prisioneros de Guerra se creó dentro de la Cruz Roja.

## Parte VI: Aplicación de la Convención
Consta de dos secciones.
Sección 1 (Artículos 126–132) Disposiciones generales.
Section 2 (Artículos 133–143) Disposiciones finales.